# Peking Palace
Le Peking Palace est un gratte-ciel de 121 mètres de hauteur construit à Astana au Kazakhstan en 2009. 
Le bâtiment abrite un hôtel sur 25 étages.